# 九龍巴士50線
九龍巴士50線是香港一條已停駛的巴士路線，來往元朗至佐敦道碼頭，經屯門、荃灣、葵涌、深水埗區往返。當時屯門公路尚未通車，需駛經青山公路來往，相比現在，當時的路線顯得相當迂迴。
在1970年代，50線為當時全港路程最長及行車時間最長的專營巴士路線，其官方全程行車里數為42.5公里，行車時間約為1.5小時（今日搭乘屯馬綫來往此線的起訖點，即元朗站至柯士甸站，行車時間更少於半小時）。根據當年工務司交通調查及支援部的記錄，1975年時該路線來回程均各有車站80個以上，是當時香港最多車站的巴士路線。

## 歷史
- 1973年7月16日：來往佐敦道碼頭至元朗東的16線，更改編號為50線。
- 1975年2月15日：增設分段收費，但假日不設分段收費及半價優惠。
- 1978年1月3日：除兩項分段收費，再增設荃灣往佐敦道碼頭，屯門往元朗。假日不設分段收費。
- 1982年5月16日：配合荃灣綫通車，路線編號由50更改為50M，並縮短為葵芳地鐵站至元朗東。

## 行車路線（1982年縮短前）
元朗東開經：鳳翔路、元朗大馬路、青山公路、葵涌道、荔枝角海灘道、長沙灣道、通州西街、青山道、欽州街、荔枝角道、上海街、登打士街、彌敦道、眾坊街、上海街及佐敦道。
佐敦道碼頭開經：佐敦道、廣東道、眾坊街、上海街、荔枝角道、太子道、大南街、柏樹街、汝州街、欽州街、長沙灣道、荔枝角道、葵涌道、青山公路、杯渡路、屯門公路、青山公路、元朗大馬路及鳳翔路。

## 外部連結
- 香港巴士大典上的相关条目：九巴50線